# Ainigmaptilon virgularoides
Ainigmaptilon virgularoides är en korallart som först beskrevs av Molander 1929.  Ainigmaptilon virgularoides ingår i släktet Ainigmaptilon och familjen Primnoidae.
Artens utbredningsområde är Södra Ishavet. Inga underarter finns listade i Catalogue of Life.